# Gino Romiti
(Gino Romiti)
Gino Romiti (Livorno, 5 maggio 1881 – Livorno, 19 settembre 1967) è stato un pittore italiano, soprannominato Il pittore della primavera per il suo amore per tutti i doni della natura e celebre per i suoi ritratti raffiguranti paesaggi naturali con la frequente presenza di alberi, pinete e fiori.

## Biografia
Fu allievo di Guglielmo Micheli da cui apprese le accurate trame disegnative.
Appena diciassettenne fu invitato alla Biennale di Venezia, dove espose per ben sei volte. La sua attività di studio proseguirà fino a tutto il 1902; in quel periodo la sua arte è anche fortemente influenzata dal concittadino Giovanni Fattori con cui sono note le frequentazioni e con cui scambiò un interessante epistolario.
Nel primo periodo della sua attività stringe una forte amicizia e una relazione professionale con Amedeo Modigliani. Nel 2010 una mostra intitolata Modigliani e i suoi amici da Livorno a Parigi celebra proprio le relazioni professionali tra gli artisti con cui Modigliani si incontrò professionalmente e umanamente.
 

Nel 1920 insieme ad altri artisti livornesi fonda il Gruppo Labronico la cui istituzione avviene nel suo studio dopo la morte di Mario Puccini. Del Gruppo Labronico sarà anche presidente dal 1943 al 1967.

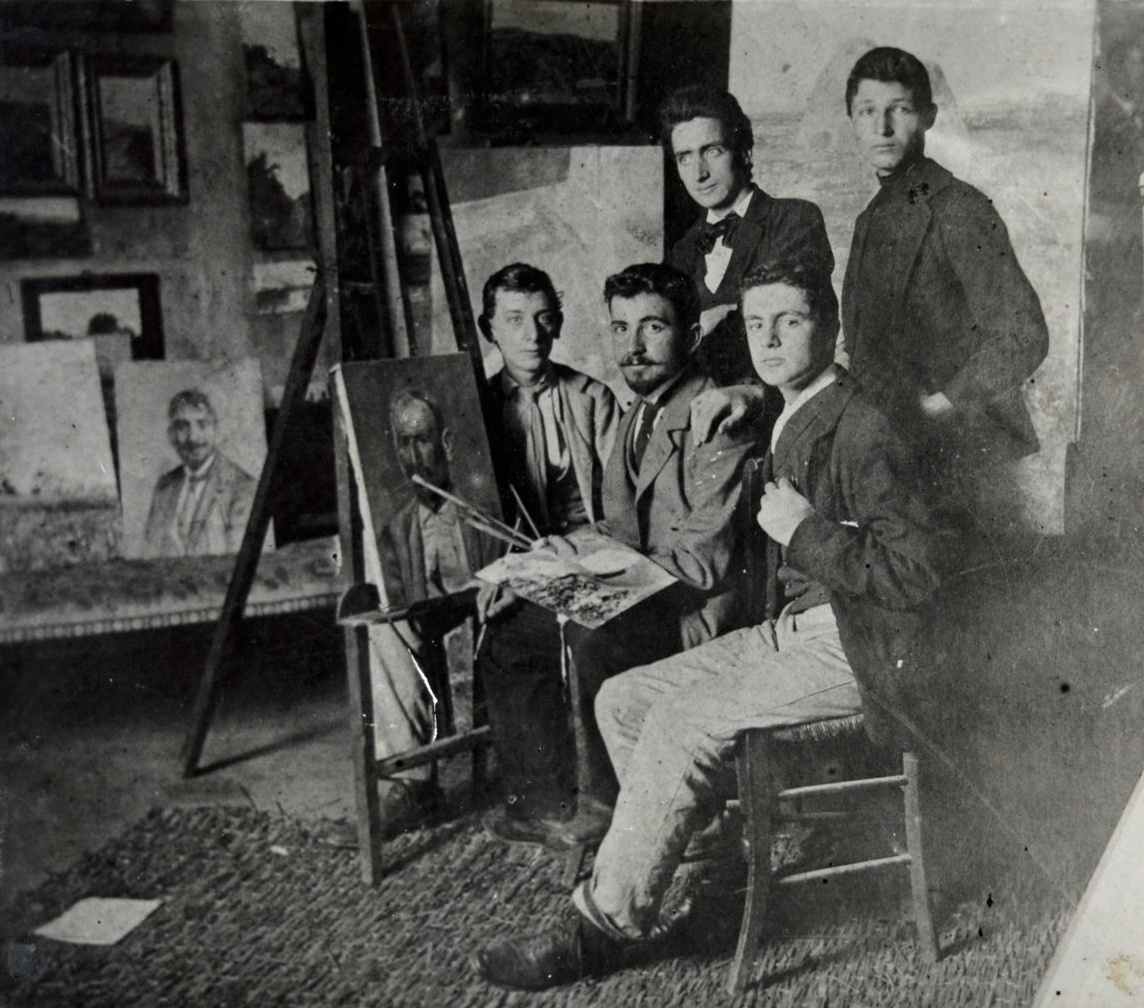
Gino Romiti diciannovenne nel suo studio con Amedeo Modigliani nel 1900

La sua carriera artistica inizia con l'adesione alla scuola dei postmacchiaioli di cui fu un interessante esponente, in seguito adottò nelle sue opere i principi del movimento dei divisionisti con ben riuscite prove fra queste Andando in fabbrica (1901), Ritorno all'ovile (1906) e Sinfonia del mare (1909) che guarda al dipinto di Seurat.
Ma anche Venere (1913), Fondale marino (1915) ispirandosi a Grubicy e Nomellini e Verso la luce (1913) prendendo ispirazioni dal belga Emile Claus. Né è da trascurarsi in alcuni suoi dipinti la fase più drammatica del simbolismo romitiano, quella cioè delle marine di sapore boeckliniano con Sinfonia del mare (1927) e sempre in questi anni due vicini alla pittura del maestro Grubicy (Tramonto e Plenilunio).
In realtà nella sua vita Gino Romiti si muoverà tra le correnti dell'epoca creando infine verso gli anni Trenta uno stile personale fatto di atmosfere distese e di accostamenti cromatici mai eccessivi con una precisa trama pittorica non dimenticando l'impostazione postmacchiaiola e le vibrazioni del colore divisionista. Il suo repertorio tematico è costituito prevalentemente da soggetti ispirati alle pinete e alle tamerici dell'Ardenza, a giardini, strade di campagna e marine livornesi, in cui sono magistrali i vari riflessi di luce sulla superficie dell'acqua, e rappresentano la parte più grande della sua produzione.
L'interesse per il mare lo porta a realizzare, già da giovane, opere dedicate, alcune con anticipazioni futuristiche (prefuturismo) con il capolavoro I giardini del mare (1913).
Nel 1953 fu tra i promotori del Premio Rotonda a Livorno e nel 1959 ricevette la medaglia d'oro tributatagli dalla sua città. Ha anche scritto e pubblicato due libri Amore nella gioia del sacrificio e Gocce nella luce dell'ombra di cui sono conservati molti documenti nel fondo Gino Romiti e nelle biblioteche.
Fu anche militare e nel corso della prima guerra mondiale ha combattuto in Albania. Durante la leva ha eseguito piccoli dipinti e disegni ispirati alla vita militare che in seguito saranno i soggetti di molte mostre. Muore a Livorno nel 1967. 

## Opere

### 1898 - 1900
- Paesaggio agreste (1898), olio su tavola;
- I primi canti della sera (1900), olio su tela, collezione privata;
- Ritratto di donna con Myosotis (1900), olio su tela.

### 1901 - 1910
- Andando in fabbrica (1901), olio su tela, Pinacoteca della Fondazione Cassa di Risparmio di Tortona, Tortona;
- Ritratto di signora (1901), olio su tela, collezione privata;
- Centauro nel bosco (1903), olio su tela;
- Ritorno all'ovile (1906), olio su tela;
- Tamerice (1907), olio su cartone, collezione privata;
- Una vecchia strada toscana (1908), olio su tela, Manchester Art Gallery, Manchester;
- Marina (1909), olio su tela, collezione privata;
- Sinfonia del mare (1909), olio su tela.

### 1911 - 1920
- Fondo marino (1911), pastello su carta;
- Grigio in primavera (Primavera) (1911), olio su tela, collezione privata;
- Tempietto nel parco (1911), olio su tela;
- Antica villa (1912), olio su tela, collezione privata;
- Contemplazione (1912), olio su tela, collezione privata;
- Il faro di Livorno (1912), acquaforte acquarellata su carta, collezione privata;
- I fondi del mare (Le Sirene) (1912), tecnica mista su cartone, collezione privata;
- Pomeriggio d'estate (1912), olio su tela;
- I giardini del mare (1913), olio su tela, Galleria d'arte moderna, Firenze;
- Venere (1913);
- Verso la luce (1913), olio su tela, collezione privata;
- I giardini del mare (1914), olio su tela;
- Fondale marino (1915);
- Pergolato (1915), olio su tela, collezione privata;
- Villa Romerio (1915), olio su tela, collezione privata;
- Cortile con galline (1916), olio su tela;
- Il sole nella villa (1916), olio su tela;
- Plenilunio velato (ca. 1920-1921), olio su tela;
- Tramonto (1920), olio su tela;
- Uliveta (1920), olio su tela, collezione privata.

### 1921 - 1930
- Sera (1921), olio su tela, collezione privata;
- Tramonto e plenilunio velato (1924), olio su tavola, collezione privata;
- Casolari a Livorno (1925), olio su tavola, Galleria d'arte moderna, Firenze;
- Poesia del mare (1927), olio su tela;
- Sinfonia del mare (1927);
- Campagna (1929), olio su compensato;
- Marina (1929), olio su tavola, collezione privata;
- Notturno lunare (1930), olio su tavola, collezione privata.

### 1931 - 1940
- L'Agguato (1935), olio su tela, collezione privata;
- Poesia della notte - Quercianella (1938), olio su tela, collezione privata;
- Ulivi sul mare (1938), olio su tela, collezione privata;
- Casolare nel bosco (1939), tecnica mista su tavola;
- Marina al tramonto (1939), olio su tavola, collezione privata.

### 1941 - 1950
- Uliveto (ca. 1945 - ca. 1950), olio su masonite;
- Trittico (1948);
- Natura morta con cipolle (1950), olio su masonite.

### 1951 - 1960
- Armonia (1951), olio su tela;
- Dolcezza (1951), olio su tela;
- Pace (1951), olio su tela;
- Poesia (1951), olio su tela;
- Serenità (1951), olio su tela;
- Sirena (1957), olio su tavola, collezione privata.

### 1961 - 1967
- Alberi (1964), olio su faesite, collezione privata.

### Non datati
- Olivi, olio su faesite, collezione privata;
- Paesaggio invernale, olio su tavola, Palazzo Roffia, San Miniato;
- Pagliai, tempera su tavola, Palazzo Roffia, San Miniato;
- Promontorio sul mare, olio su tavola, Palazzo Roffia, San Miniato;
- Rotonda di Ardenza, acquaforte su carta;
- Viale, olio su tavola, Palazzo Roffia, San Miniato.

## Musei e collezioni istituzionali

### Musei
Elenco dei musei che espongono opere dell'artista:
- Galleria d'arte moderna, Firenze, Italia[12]
- Manchester Art Gallery, Manchester, Regno Unito[13]
- Museo civico Giovanni Fattori, Livorno, Italia[14]
- Museo della Città, Livorno, Italia
- Pinacoteca comunale Silvestro Lega, Modigliana, Italia[15]
- Pinacoteca della Fondazione Cassa di Risparmio di Tortona, Tortona, Italia[16]

### Collezioni istituzionali
- Collezione d'arte della Fondazione Livorno, Italia[17]
- Fondo Cultura - Intesa Sanpaolo, Italia[18]

Esiste anche un Fondo Gino Romiti censito dalle soprintendenze archivistiche dove è possibile leggere atti e documenti (oltre mille) che riguardano la corrispondenza e l'attività del pittore.

## Mostre
La sua attività espositiva è notevole e di alto livello qui in elenco presentiamo solo le più significative. A 17 anni nel 1898 partecipa alla mostra de La Permanente di Milano con il quadro il ruscello, nel 1899 con Tristezza, nel 1907 con Ricordi ed impressioni, Tramonto d'Autunno, Gli amori dei serpenti, nel 1910 con Le rose nella villa e Gli oleandri; è presente cinque volte alla Biennale di Venezia, in quella del 1903 con il quadro Armonia di suoni, di nuovo a quella del 1912 con Antica villa e Pomeriggio d'estate, nel 1924 con Strada solitaria, nel 1926 con Paese e nel 1952 con diverse opere.
Nel 1904 partecipa all'Esposizione Secessionista di palazzo Corsini a Firenze, insieme a Galileo Chini, nel 1927 partecipa alla 80ª mostra nazionale di Palazzo Pitti con il quadro Marina, espone a Roma all'Internazionale del 1914 il dipinto Il sole nel giardino in seguito acquistato dal re Vittorio Emanuele III. Nel 1931 partecipa all’Esposizione Internazionale di Atene, partecipa inoltre alle mostre del gruppo Labronico e alla V quadriennale di Roma del 1948.

## Omaggi
Il comune di Livorno ha intitolato una strada a suo nome.

### Omaggi letterari
- Francesca Gagiamelli, Gino Romiti. Un realista sognatore tra terra e mare, 2009, Mauro Pagliai Editore, ISBN 8856400073

## Romiti e il cinema
Gino Romiti viene interpretato nella serie TV Modì - Vita di Amedeo Modigliani (1989), regia di Franco Taviani.